# Sierra de Rates
La sierra de Rates es una pequeña cadena montañosa que divide al concelho de Póvoa de Varzim, en Portugal.
El principal monte de la sierra es el monte de São Félix (202 metros). El segundo mayor monte es el monte da Cividade (153 metros).
La sierra está poblada desde tiempos ancestrales. Se conocen dos castros en la cumbre de sus principales montes y otros dos más al este.
Cabe destacar la Cividade de Terroso, uno de los mayores castros conocidos, reconocido por ser uno de los que fue habitado por más tiempo. Durante el dominio romano de la región, se construyó una carretera romana que atravesaba toda la sierra.
La sierra divide al concelho de la Póvoa de Varzim en dos áreas diferentes: la llanura litoral da lugar a la montaña, los bosques son más abundantes en el interior, donde los suelos tienen menor influencia marina, lo que condiciona la agricultura en ambas partes del concelho, diferenciándolas.
La sierra está envuelta en leyendas que son el origen de las devociones a San Pedro de Rates y a San Félix.
En la Sierra del Monte y Monte de Guardais, se sitúa el núcleo de la Villa de São Pedro de Rates, que contrasta con la vegetación que la circunda, en especial por la noche, cuando se encienden las luces de las casas y de las calles de esta pequeña villa. Lugar que posee una iglesia milenaria, la Iglesia de San Pedro de Rates.
La Sierra de Rates es un espacio agrícola bastante productivo, destacando la producción de leche y de carne, que es de las mayores del país. También cabe destacar la industria maderera.
- Datos: Q9077138